# Championnat du Venezuela de football 1991-1992
Navigation
Saison 1990-1991 Saison 1992-1993
La saison 1991-1992 du championnat du Venezuela de football est la trente-sixième édition du championnat de première division professionnelle au Venezuela et la soixante-douzième saison du championnat national. Les seize meilleures équipes du pays sont regroupées au sein d'une poule unique où elles s'affrontent deux fois, à domicile et à l'extérieur. À la fin de la saison, les deux derniers du classement sont relégués et remplacés par les deux meilleurs clubs de Segunda A, la deuxième division vénézuélienne.
C'est le club de Caracas FC qui remporte la compétition, après avoir terminé en tête du classement final, avec un seul point d'avance sur le Minerven FC et quatre sur le Maritimo Caracas. C'est le tout premier titre de champion de l'histoire du club, qui rate le doublé en s'inclinant en finale de la Copa Venezuela face à Trujillanos FC.

## Les clubs participants
| - Maritimo Caracas - Deportivo Italia - Caracas FC - Mineros de Guayana - Salineros de Araya - Promu de D2 - Minerven FC - Industriales del Caroní - Promu de D2 - Trujillanos FC | - Portuguesa FC - Estudiantes de Mérida - UA Táchira - UD Lara - Atlético Zamora - Monagas SC - ULA Mérida - Anzoátegui FC |

## Compétition
Le barème utilisé pour établir le classement est le suivant :
- Victoire : 2 points
- Match nul : 1 point
- Défaite : 0 point

### Classement
| Rang | Équipe                   | Pts | J  | G  | N  | P  | Bp | Bc | Diff |
| ---- | ------------------------ | --- | -- | -- | -- | -- | -- | -- | ---- |
| 1    | Caracas FC               | 43  | 30 | 17 | 9  | 4  | 59 | 25 | +34  |
| 2    | Minerven FC              | 42  | 30 | 15 | 12 | 3  | 43 | 16 | +27  |
| 3    | Maritimo Caracas         | 39  | 30 | 13 | 13 | 4  | 46 | 21 | +25  |
| 4    | UA Táchira               | 38  | 30 | 15 | 8  | 7  | 45 | 23 | +22  |
| 5    | Trujillanos FCC          | 37  | 30 | 15 | 7  | 8  | 43 | 29 | +14  |
| 6    | ULA MéridaT              | 36  | 30 | 14 | 8  | 8  | 40 | 28 | +12  |
| 7    | Mineros de Guayana       | 34  | 30 | 12 | 10 | 8  | 43 | 34 | +9   |
| 8    | Anzoátegui FC            | 30  | 30 | 9  | 12 | 9  | 43 | 36 | +7   |
| 9    | Monagas SC               | 30  | 30 | 11 | 8  | 11 | 34 | 35 | -1   |
| 10   | UD Lara                  | 27  | 30 | 9  | 9  | 12 | 34 | 37 | -3   |
| 11   | Atlético Zamora          | 27  | 30 | 9  | 9  | 12 | 34 | 34 | 0    |
| 12   | Portuguesa FC            | 26  | 30 | 9  | 8  | 13 | 30 | 41 | -11  |
| 13   | Deportivo Italia         | 22  | 30 | 7  | 8  | 15 | 28 | 45 | -17  |
| 14   | Estudiantes de Mérida    | 21  | 30 | 5  | 11 | 14 | 28 | 42 | -14  |
| 15   | Industriales del CaroníP | 17  | 30 | 5  | 7  | 18 | 23 | 67 | -44  |
| 16   | Salineros de ArayaP      | 10  | 30 | 1  | 8  | 21 | 25 | 85 | -60  |

|  | Qualification pour la Copa Libertadores 1993 |
|  | Qualification pour la Copa CONMEBOL 1992     |
|  | Relégation directe en Segunda A              |

## Bilan de la saison
| Championnat du Venezuela de football 1991-1992 |                                            |
| Champion                                       | Caracas FC (1er titre)                     |
| Coupes et trophées                             |                                            |
| Vainqueur de la Coupe du Venezuela 1991-1992   | Trujillanos FC                             |
| Qualifications continentales                   |                                            |
| Copa Libertadores 1993                         | Caracas FC                                 |
| Copa Libertadores 1993                         | Minerven FC                                |
| Copa CONMEBOL 1992                             | Maritimo Caracas                           |
| Promotions et relégations                      |                                            |
| Promus en Primera División                     | Llaneros FC Deportivo Galicia              |
| Relégués en Segunda A                          | Salineros de Araya Industriales del Caroní |